# 愛知中央美容専門学校
愛知中央美容専門学校（あいちちゅうおうびようせんもんがっこう）は、愛知県小牧市にある美容師を育成する専修学校。運営母体は愛知中央美容協同組合。
愛知中央美容協同組合の3社の組合員のうち名古屋市中村区の携帯電話販売会社など2社が2023年（令和5年）8月と9月に相次いで経営破綻した。その影響で資金繰りが悪化し、新規のスポンサーも見つからなかったため、2024年（令和6年）5月末で閉校することとなった。

## 沿革
- 2004年（平成16年） - 愛知中央ビューティーカレッジとして開校[3]。
- 2006年（平成18年） - 「愛知中央美容専門学校」に名称変更[1]。
- 2024年（令和6年）5月31日 - 閉校[4]。

## 学科
- 美容科

## 取得資格
- 美容師国家試験受験資格

## 所在地
愛知県小牧市高根2丁目1番地

## 交通手段
スクールバス
犬山駅と高蔵寺駅から、無料の送迎バスが運行されている。
路線バス
- JR春日井駅発
  - 名鉄バス春日井・桃花台線　桃ヶ丘1丁目バス停下車、徒歩3分
  - 桃花台バス（昼コースのみ）　JA尾張中央バス停下車

- 小牧駅発
  - ピーチバス　桃陵中学校東バス停または桃陵中学校前バス停下車、徒歩2-3分

## 周辺
- 桃花台ニュータウン